# جورج ليندمان (عسكري)
جورج ليندمان (بالألمانية: Georg Lindemann)‏ هو ضابط ألماني، ولد في 8 مارس 1884 في أوستربورغ في ألمانيا، وتوفي في 25 سبتمبر 1963 في فرويدنشتات في ألمانيا.

## وصلات خارجية
- جورج ليندمان على موقع مونزينجر (الألمانية)